# Форталеза
 Тази статия е за града в Бразилия.  За микрорегиона вижте Форталеза (микрорегион).  
Форталѐза (на португалски: Fortaleza) е град в североизточна Бразилия, столица на щата Сеара. Форталеза е с население около 2 550 000 души (2013), което го прави 5-ият по население град в страната. Тя е и един от трите главни града на Североизточна Бразилия, наред с Ресифи и Салвадор.

## География
Общината на Форталеза има обща площ от 314,93 квадратни километра. На север и изток тя граничи с Атлантическия океан, на юг с общините Пакатуба, Еузебиу, Мараканау и Итаитинга, на югоизток с Акираз и на запад с Каукая.

## История
Селището е основано през 1603 година, а на 13 април 1726 година получава статут на град.

## Известни личности
Родени във Форталеза
- Жузе ди Аленкар (1829-1877), писател
- Роберту Гуржел (р. 1954), юрист
- Дуду Сеаренсе (р. 1983), футболист